# Cerastis semiconfluens
Cerastis semiconfluens là một loài bướm đêm trong họ Noctuidae.